# Thurzó Szaniszló (nádor)
Bethlenfalvi Thurzó Szaniszló (Bajmóc, 1576. július 24. – Lőcse, 1625. május 1.) főpohárnokmester később nádor, a Thurzó család szepesi ágából.

## Életpályája
Thurzó Elek szepesi örökös főispán és Zrinyi Borbála fia. Külföldön tanult (Padova 1591–1593 jog; Bologna 1593; Siena 1593–1595), minek köszönhetően a magyaron, csehen és a szlovákon kívül, latinul és németül is beszélt. Ifjúkorát katonai pályán kezdte. 1594-ben Miksa főherceg mellett részt vett a Tizenöt éves háború számos csatájában. 1596-ban Sempte várát átépíttette. 1598-ban nősült, két gyermeke született. 1604-ben Bocskai hadai előtt megnyitotta Bajmóc kapuit. 1614-ben testvére, Thurzó Kristóf halála után  Szepes vármegye örökös főispánja, majd főpohárnokmester lett. Bethlen ellenében a nikolsburgi békekötésnél is szerepelt, majd 1622-ben a soproni országgyűlésen nádorrá választották. Lőcsén van eltemetve.

## Művei
Kézirati munkája: Anno 1623. Szaniszlai Thurzó Palatini Diarium Tractatus cum Gabriele Bethlen Hodolini instituti a die 10. Okt. usque diem 28. Decembris deductum. (Kovachich, Scriptores minores. Budae, 1798. 43. l. szerint)